# Mittelpunkt Europas
Der Mittelpunkt Europas ist ein Punkt auf der Erdoberfläche, der die geographische Mitte des Kontinents Europa repräsentieren soll. Da es verschiedene Möglichkeiten zur Definition der „Mitte“ einer Fläche gibt und die äußeren Grenzen Europas zu Asien hin nicht eindeutig festgelegt sind, gibt es mehrere Orte oder Landstriche, die für sich beanspruchen, die Mitte Europas darzustellen. Die Fragestellung ist weniger von politischer als von touristischer Bedeutung.
Davon zu unterscheiden ist der Mittelpunkt der Europäischen Union. Einerseits nimmt die EU nur einen Bruchteil des europäischen Kontinents ein, andererseits beinhaltet sie aber auch Gebiete außerhalb des Kontinents. Weil die relevanten Staatsgrenzen klar sind und sich als Berechnungsmethode der Flächenschwerpunkt durchgesetzt hat, erfolgt die Ermittlung des Mittelpunkts bei der EU zwar mit größerer Eindeutigkeit als beim Kontinent, allerdings hat der Ort durch EU-Beitritte und -Austritte immer wieder gewechselt.

## Geographischer Mittelpunkt des Kontinents Europa

### Historische Berechnungen
Polen
Bereits 1775 berechnete der polnische Kartograph und Astronom Szymon Antoni Sobiekrajski das Städtchen Suchowola  in Polen als den geographischen Mittelpunkt Europas. Im Zentrum des Ortes weist ein großer Findling mit Inschrift darauf hin.
Österreich-Ungarn (Tschechien, Bayern, Ukraine)
Geographen aus der Österreichisch-Ungarischen Monarchie errechneten den 939 Meter hohen Tillenberg (tschechisch Dyleň) in der Nähe der böhmischen Stadt Eger (tschechisch Cheb) in Tschechien als den geographischen Mittelpunkt Europas. Sie dokumentierten dies damals auf einer Kupferplatte, die sie auf dem Gipfel anbrachten. Die nahegelegene Ortschaft Bad Neualbenreuth nutzt diese Gegebenheit noch heute für ihre Fremdenverkehrswerbung. Der amtliche BayernAtlas zeigt den Mittelpunkt Europas auf bayerischer Seite der Grenze im Dreieck Neualbenreuth – Tillenberg – Schopf .
Da es weitere Ortschaften gab, die sich diese Eigenschaft zusprachen, ließen Redakteure der Sendung Bayern, wo’s kaum einer kennt des Bayerischen Rundfunks den Mittelpunkt Mitteleuropas vor Jahren neu vermessen. Das Institut für Geographie der Universität München, das den Auftrag ausführte, kam zu dem Ergebnis, dass der Mittelpunkt etwas südlicher, und zwar in Hildweinsreuth  bei Flossenbürg (Deutschland) in der nördlichen Oberpfalz zu suchen ist. Die geographische Abgrenzung Mitteleuropa ist allerdings umstritten.

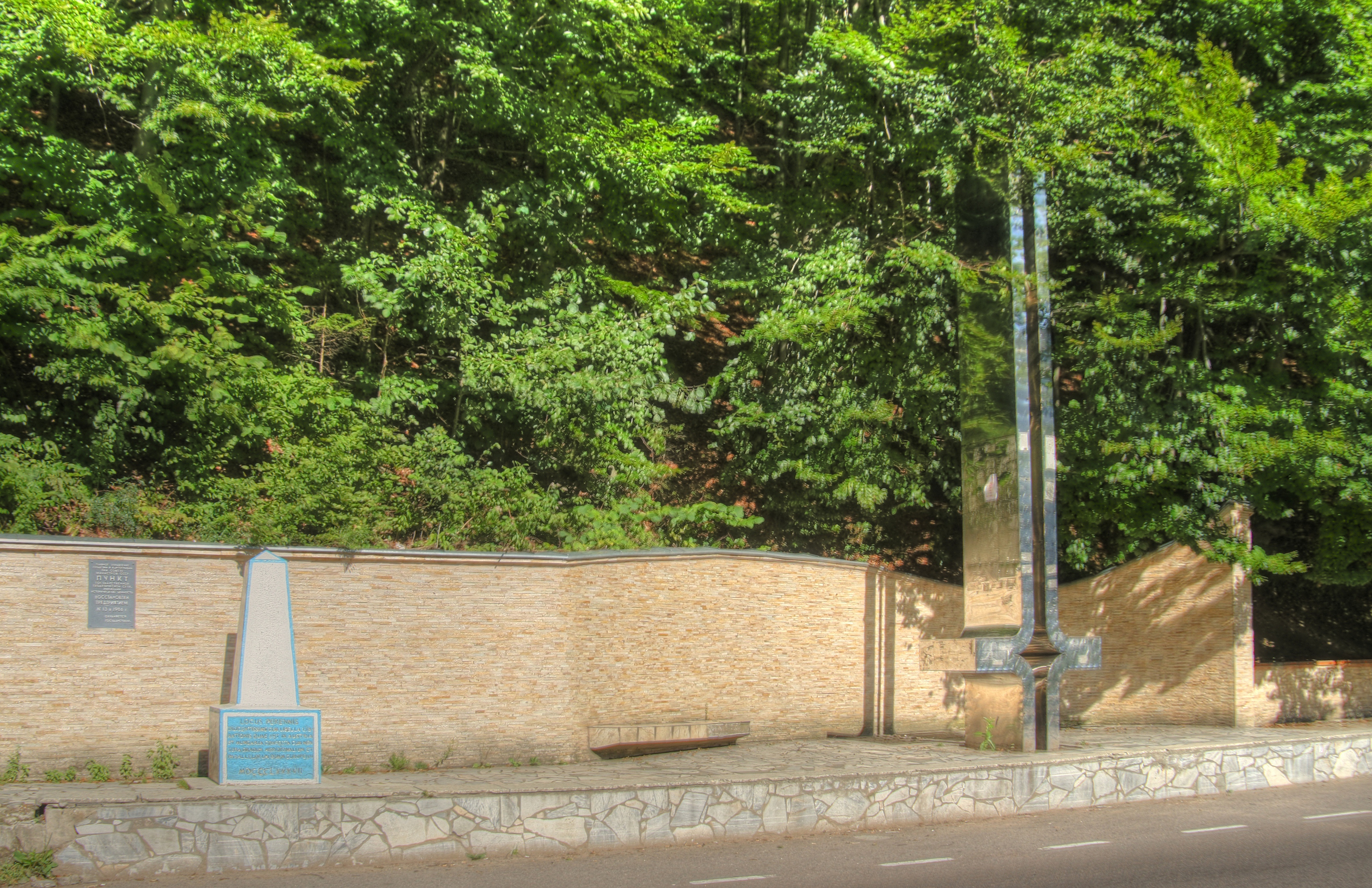
Die Denkmäler in Dilowe aus den Jahren 1887 (links) und 1977 (rechts)

1887 wurde zudem eine Stelle nahe Rachiw in der Ukraine, das Dorf Dilowe , als die Region ein Teil der Doppelmonarchie war, „mit großer Sorgfalt bestimmt“ als „ewiger Ort“ (lateinisch locus perennis). Insgesamt gab es sieben gleichartige Markierungssteine in Mitteleuropa, die als Fixpunkte der Höhen-, Längen- und Breitenvermessung des Habsburgerreiches dienten. Als Mittelpunkt Europas ist keiner ausgewiesen. Dieser Stein entstand im Zusammenhang mit den Vermessungsarbeiten, die zum Bau der Eisenbahnlinie Rachiw–Sighetu Marmației (ungarisch Máramarossziget) durchgeführt wurden. Im Verlauf dieser Arbeiten stellten die Ingenieure angeblich fest, den geographischen Mittelpunkt Europas eingemessen zu haben. Für eine Bestätigung findet sich keine zeitgenössische Quelle. Angeblich bestätigten Wiener Wissenschaftler nach gründlicher Überprüfung diese These. 1887 wurde ein zwei Meter hohes geodätisches Denkmal aus Beton errichtet, welches im Original erhalten ist. Vermutlich ist der Messpunkt später aus lokalpatriotischen Motiven zum Mittelpunkt erklärt und als Ausflugsziel vermarktet worden.
Die Stelle ist mit einer Gedenktafel mit (fehlerhafter) lateinischer Inschrift gekennzeichnet:
Das symbolische Denkmal überlebte zwei Weltkriege und das Sowjetsystem in seiner ursprünglichen Form bis in unsere Gegenwart. Da die geodätische Marke als Mittelpunktssymbol jedoch sehr bescheiden wirkte, steht seit dem 27. Mai 1977 eine moderne, 7,20 Meter hohe Stele daneben, deren parallele Linien die vier Seiten der Welt symbolisieren. Eine Kugel, die den Planeten Erde symbolisiert, befindet sich in 6,60 Metern Höhe. Neben dem symbolischen Wert hat diese Kugel noch eine stabilisierende Wirkung auf die geteilte Stele. Der benachbarte Ort an der Brücke ist ein beliebtes Ziel für Touristen.
Deutsches Reich
Geographen des Deutschen Reiches berechneten um 1900 einen Platz in der Nähe der Frauenkirche in Dresden als Mittelpunkt Europas.
Slowakei
Weitere Kandidaten für den Mittelpunkt Europas sind die Orte Kremnické Bane  (früher deutsch Johannesberg) bei Krahule (deutsch Blaufuss) und der Stadt Kremnica (deutsch Kremnitz) in der Mittelslowakei.
Tschechien
Ein Hügel Volyně bei Čečelovice (deutsch Tschetschelowitz) sowie ein Denkmal nordöstlich von Budweis in Tschechien werden als Zentrum Europas ausgewiesen.
Belarus
Schon früher hat man Orte im heutigen Belarus als Mittelpunkt Europas angegeben. Ausgewiesen wurde Wizebsk  im Nordosten des Landes und etwa 50 Kilometer nordnordwestlich von Babrujsk bei 53° 33′ 54,7″ N, 29° 21′ 32″ O im Mahiljouskaja Woblasz.

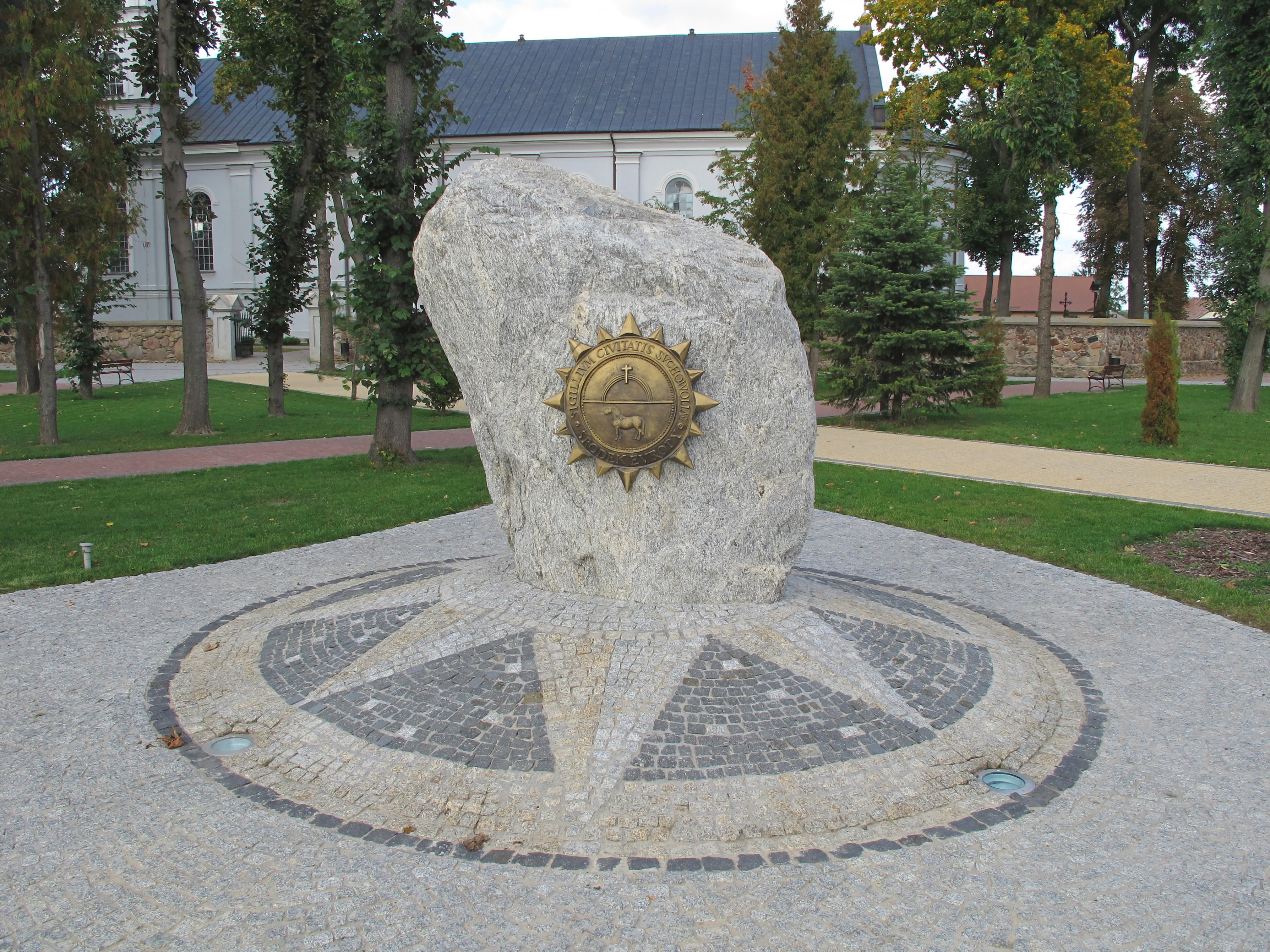
Findling am geographischen Mittelpunkt Europas im polnischen Suchowola (nach Berechnungen von 1775)
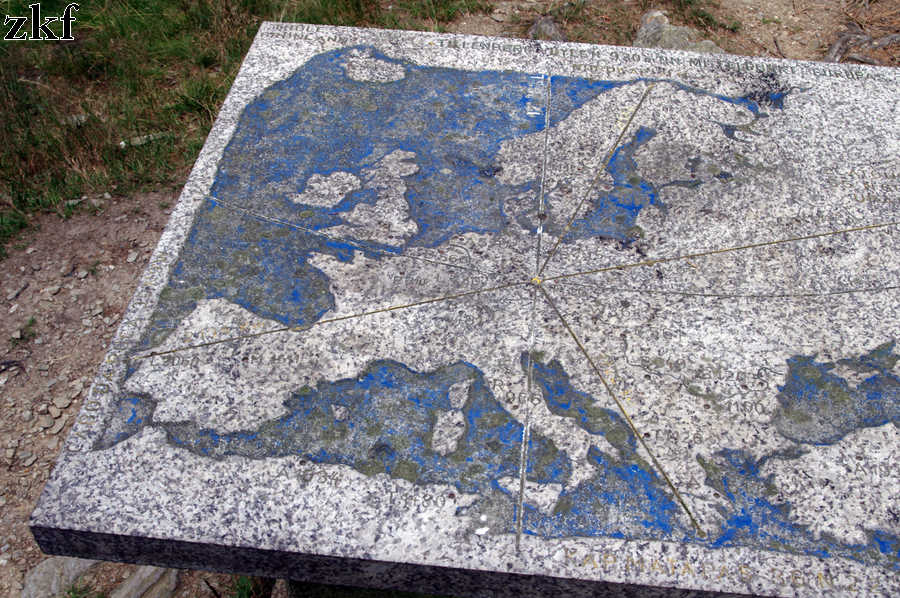
Der Tillen (Dyleň) als Mittelpunkt Europas nach Berechnungen österreichisch-ungarischer Geographen
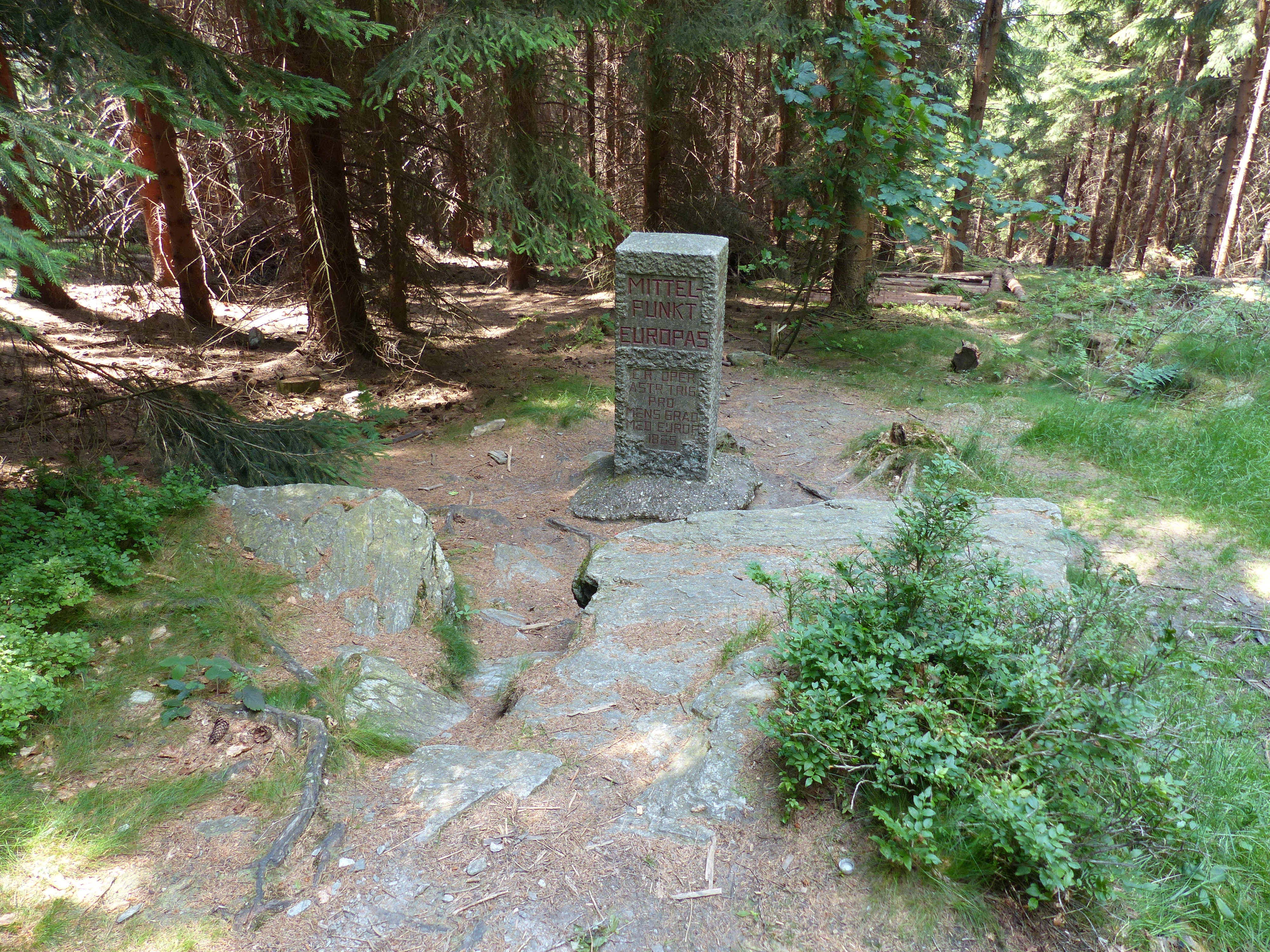
Gedenkstein zum Mittelpunkt Europas auf dem Tillenberg nahe der tschechischen Grenze
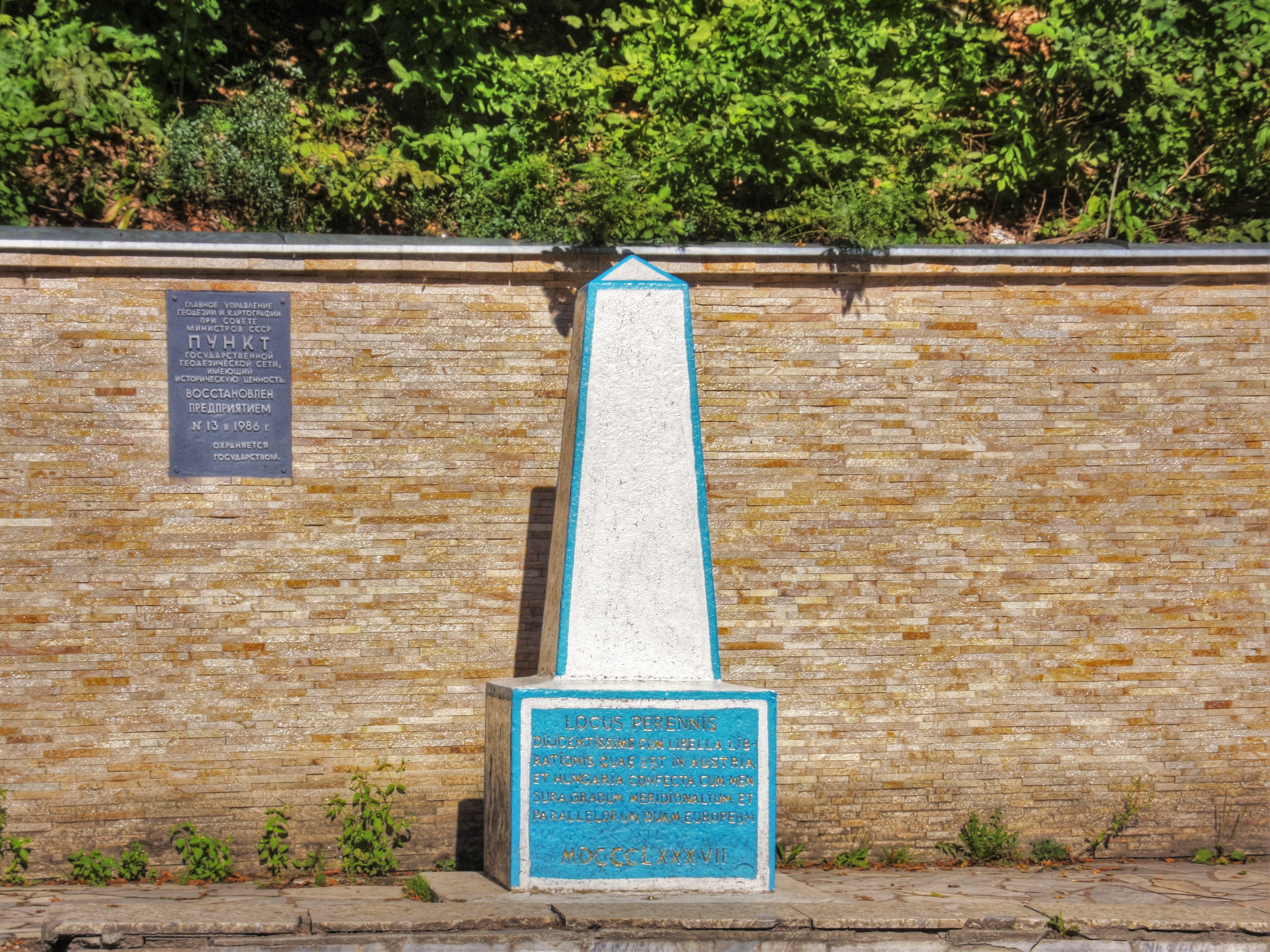
Geographischer Mittelpunkt Europas (1887) in Dilowe bei Rachiw, Ukraine
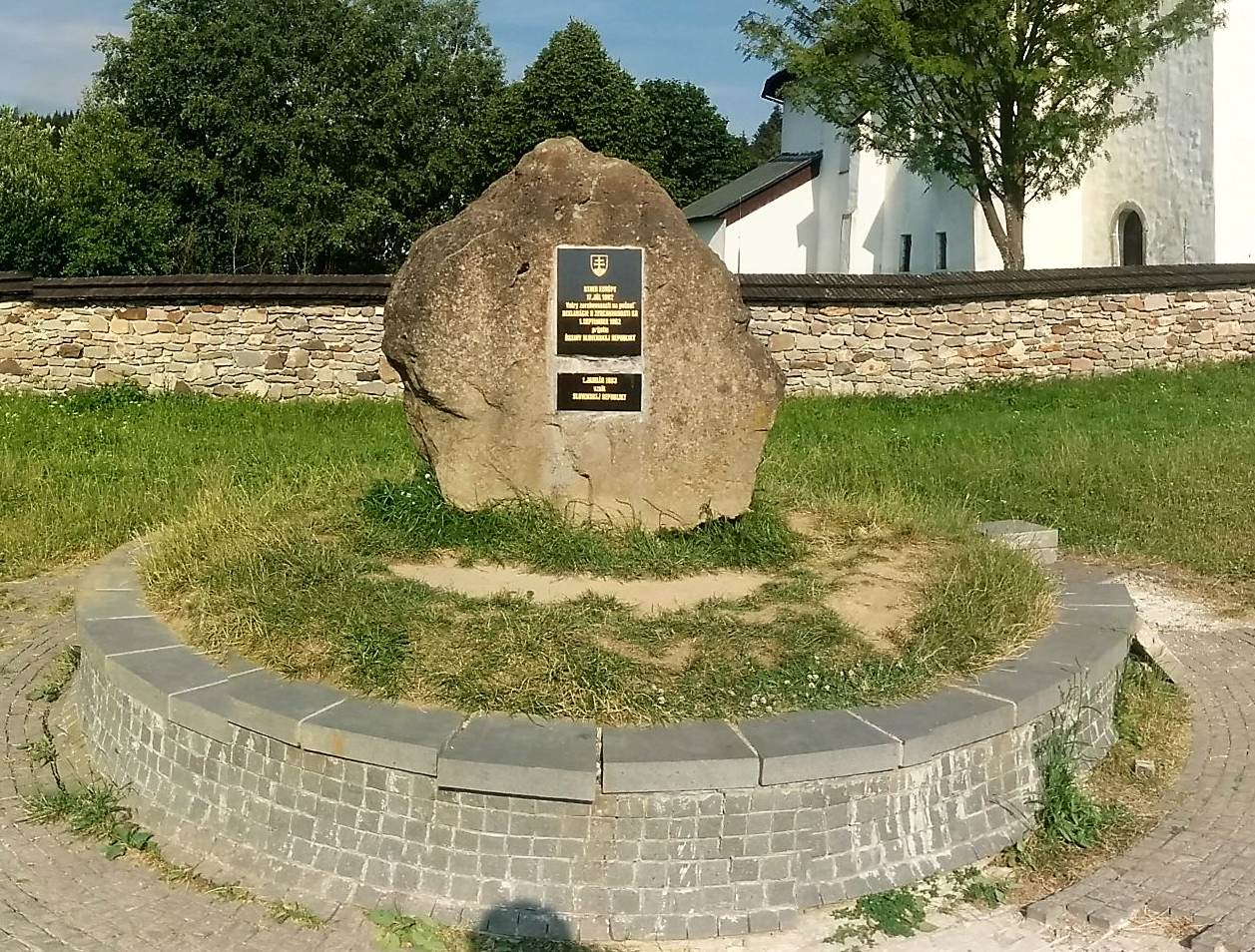
Mittelpunkt-Monument in Kremnické Bane

### Neuere Berechnungen
Litauen (nach dem Institut géographique national)

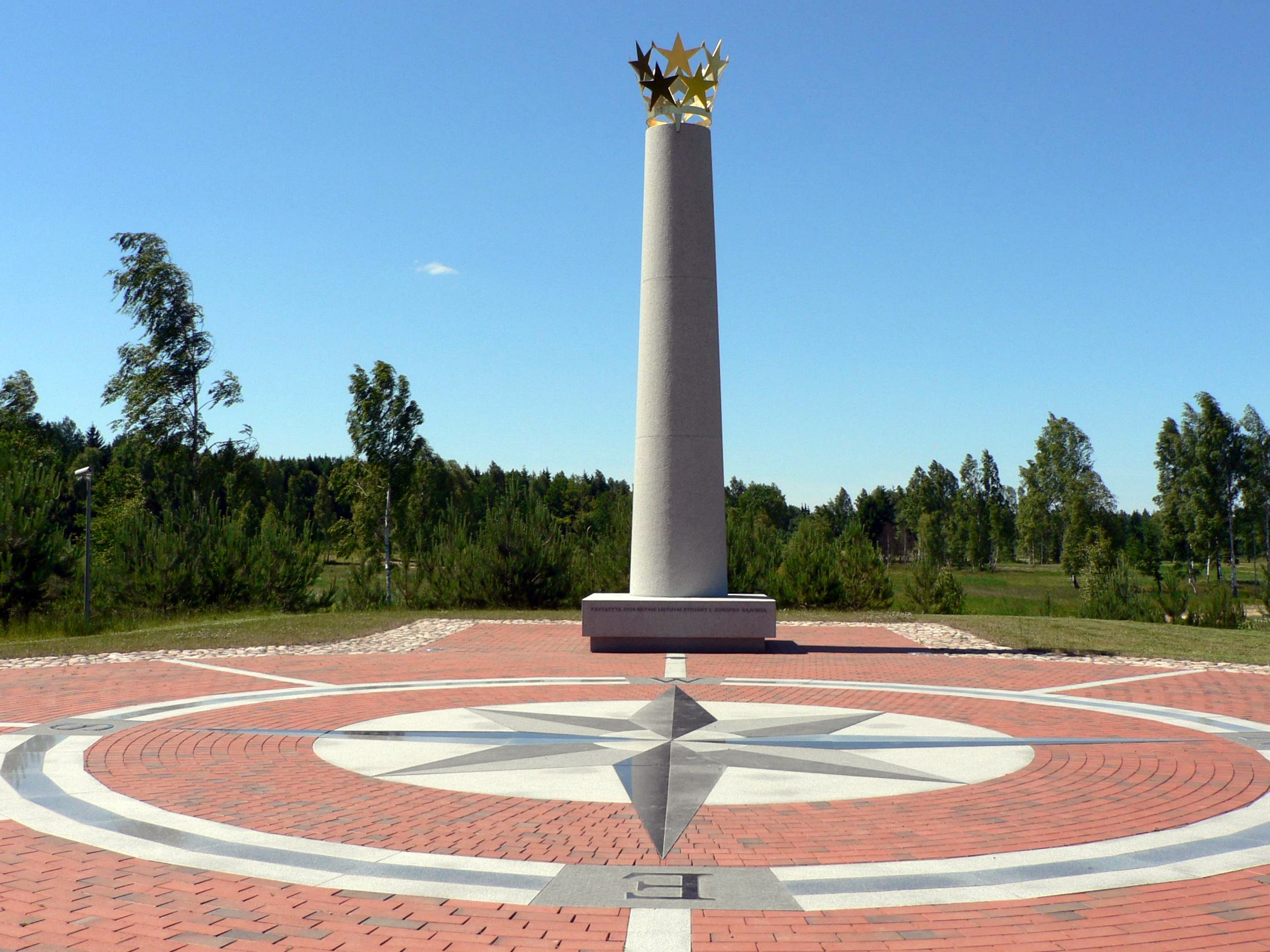
Der 1989 errechnete Mittelpunkt Europas in Litauen nördlich von Vilnius

Geographen des Institut géographique national, des nationalen Geographieinstituts Frankreichs, errechneten 1989 den geographischen Mittelpunkt Europas als Flächenschwerpunkt und ermittelten eine Stelle beim Dorf Purnuškės etwas nördlich von Vilnius in Litauen mit den Koordinaten 54° 54′ 0″ N, 25° 19′ 0″ O.
Diese Daten wurden erst nach neuerlicher Ermittlung der Abgrenzungen Europas als Kontinent festgelegt: Norden: Spitzbergen, Süden: Kanarische Inseln, Osten: Uralgebirge, Westen: Azoren. Als Grenze des Kontinents gelten der Fluss Kara, der höchste Kamm des Uralgebirges, der Fluss Ural, das Kaspische Meer bis zur Halbinsel Abşeron, der höchste Kamm des Kaukasus bis zur Kubanmündung, das Schwarze Meer durch den Bosporus, entlang Dardanellen, die östlichen Inseln Griechenlands entlang der türkischen Küste der Ägäis, das Mittelmeer und Gibraltar. Das Institut hat alle Berechnungen in drei Dimensionen auf einer ellipsoiden Kappe durchgeführt. Somit liegt das berechnete Zentrum 180 km unter der Erdoberfläche und 6.200 km vom Erdmittelpunkt entfernt.
Die erste Markierung, eine quadratische Platte aus schwarzen Granit, wurde bei  erstellt. An dieser Stelle steht jetzt eine Sonnenuhr und in unmittelbarer Nähe befindet sich inzwischen eine Windrose auf dem Boden und eine hohe Granitsäule mit einem Sternenkranz als Ziel für Touristen. Insgesamt ist die Anlage sehr großzügig gestaltet und repräsentativ. Der tatsächlich berechnete Europa-Mittelpunkt liegt 762,4 m südsüdwestlich im Wald und ist nur unbequem erreichbar. 1991 gründete der Bildhauer Gintaras Karosas im benachbarten Joneikiškės den Skulpturenpark „Europos Parkas“. Dazu schuf er eine Pyramide, um die herum Steinplatten auf die umliegenden Länder und Städte Europas zeigen. Auch andere Künstler haben sich hier mit Arbeiten zum Thema Europa verewigt.
Ungarn
Eine Berechnung aus dem Jahr 1992 ergab, dass sich das geometrische Zentrum Europas im ungarischen Dorf Tállya befindet. Im Jahr 2000 wurde in der Ortsmitte eine Vogelskulptur mit einer Tafel aufgestellt , die den Ort zum „geometrischen Zentrum Europas“ erklärte.
Belarus

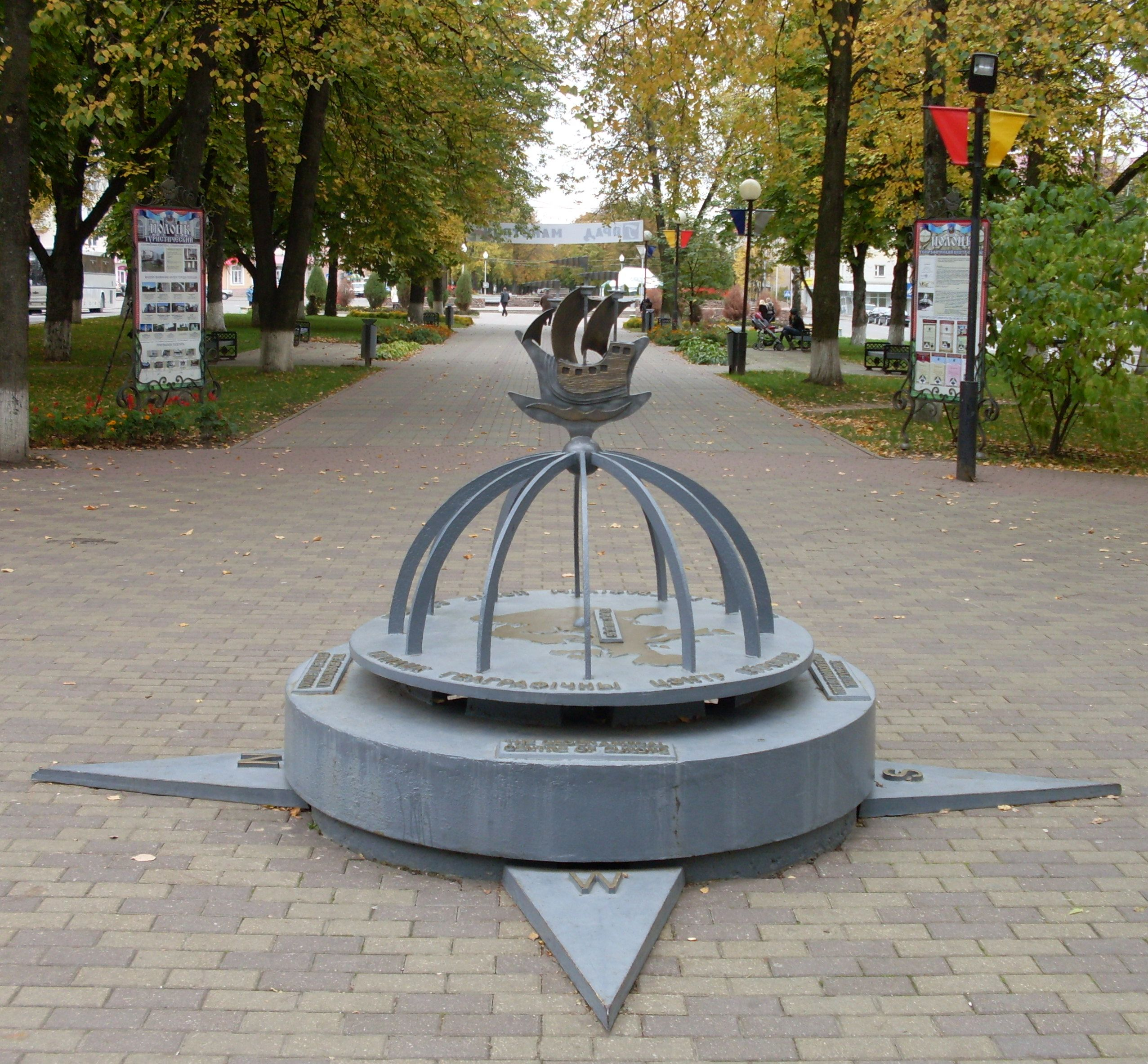
Der belarussische Mittelpunkt Europas von 2000 in Polazk

Im Jahr 2000 veröffentlichten die Wissenschaftler Alexej Solomonow und Waleryj Anoschko aus Belarus eine Studie, nach der das geographische Zentrum Europas 48 Kilometer südwestlich von Polazk (belarussisch Полацк) in der Nähe des Schosees (belarussisch воз. Шо) im Weiler Ivieś  (belarussisch Івесь) in der Wizebskaja Woblasz liegt. Die Wissenschaftler verwendeten eine spezielle Berechnungsgrundlage, die Europa als ein einziges Ganzes annimmt – Nord- und Ostsee, das Weiße Meer, die Britischen Inseln sowie die Binnenseen werden dabei als Teil des kontinentalen Gebiets betrachtet. Wissenschaftler des russischen Zentralen Forschungsinstituts für Geodäsie und Kartographie in Moskau bestätigten etwas später die Zulässigkeit dieses Ansatzes und die Richtigkeit der Berechnungen. Bisher weist nur die Feriensiedlung „Agrousadyba Tsentr Evropy“ (belarussisch Агроусадьба Центр Европы) im Ort auf diesen Umstand hin.
Am 31. Mai 2008 wurde in Polazk ein Gedenkstein im Stadtzentrum  eingeweiht. Ein Schild weist allerdings die Koordinaten eines Punktes etwa 2,5 km nordwestlich des Gedenksteins auf einem Privatgrundstück am Stadtrand von Polazk aus . Weiterhin wird in fünf Sprachen auf den „geographischen Mittelpunkt Europas“ hingewiesen: in Nordrichtung auf Schwedisch, nach Osten auf Russisch, nach Süden auf Griechisch und nach Westen auf Englisch. Im Mittelkreis befindet sich die Angabe auf Belarussisch.
Estland
Wenn alle europäischen Inseln – von den Azoren bis zum Franz-Josef-Land und von Kreta bis nach Island – berücksichtigt werden, liegt das Zentrum Europas bei 58° 18′ 14″ N, 22° 16′ 44″ O auf einem privaten Grundstück beim Dorf Mõnnuste auf der Insel Saaremaa im Westen Estlands. Ein Autor und die Berechnungsmethode von 2008 wurden bisher nicht angegeben. Die örtliche Gemeinde Kärla versucht, den Standort zu bestätigen, um ihn zu einem Touristenziel zu machen. Bisher steht an der Stelle lediglich ein bunt markierter Holzpfahl.
| Purnuškės |

| Polazk |

| Tállya |

| Mõnnuste |

| Suchowola |

| Dilowe |

| Dyleň |

| Flossenbürg |

| Vitebsk |

| Babrujsk |

| Kremnické Bane |

## Geographischer Mittelpunkt der Europäischen Union
| \| 1995 bis 2004 \| |
| 1995 bis 2004       |

| 1995 bis 2004 |

| 2004 bis 2006 |

| 2007 bis 2013 |

| 2013 bis 2020 |

| seit 2020 |

### Historische Mittelpunkte der Europäischen Union
Das französische Institut national de l’information géographique et forestière (IGN, bis 31. Dezember 2011 Institut géographique national) ermittelte die folgenden Lokalitäten für den Mittelpunkt der Europäischen Union:
Zwischen 1995 und 2004 lag der Mittelpunkt der Europäischen Union in der Nähe der belgischen Ortschaft Viroinval . Durch die EU-Osterweiterung am 1. Mai 2004 galt Kleinmaischeid bei Neuwied mit den Koordinaten 50° 31′ 31″ N, 7° 35′ 50″ O bis zum 31. Dezember 2006 als geographischer Mittelpunkt der Europäischen Union. Am 10. Oktober 2004 wurde aus diesem Anlass ein Gedenkstein eingeweiht, der einen Zirkel zeigt.
Das Institut für theoretische Geodäsie in Bonn ermittelte danach, dass der Mittelpunkt der Europäischen Union nach deren Erweiterung von 2004 auf den Koordinaten 50° 51′ 10″ N, 8° 46′ 43″ O liegt. Dieser Punkt befindet sich am Kaschubenweg in Cölbe und wurde durch eine Blechtafel markiert.

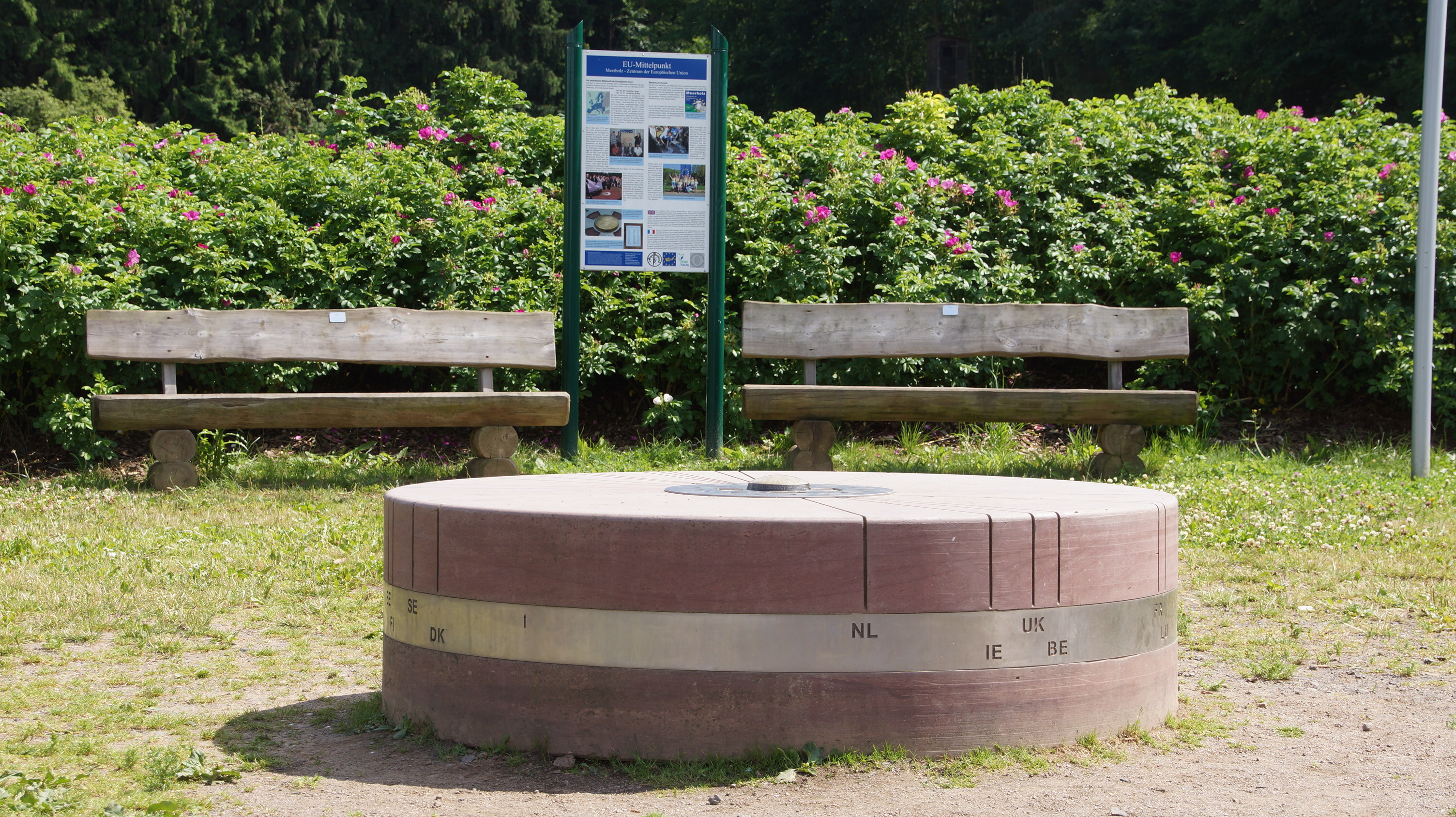
Ehemaliger Mittelpunkt der EU in Gelnhausen-Meerholz vom 3. Januar 2007 bis 30. Juni 2013

Zwischen der sechsten EU-Osterweiterung 2007 und dem Beitritt Kroatiens lag der Mittelpunkt der Europäischen Union in der hessischen Stadt Gelnhausen, im Stadtteil Meerholz. Das Institut Géographique National hatte die genauen Koordinaten 50° 10′ 21″ N, 9° 9′ 0″ O berechnet. Eine drei Tonnen schwere Skulptur aus rotem Sandstein markiert den ehemaligen geographischen Mittelpunkt der Europäischen Union. Sieben Künstler aus der Region haben das Objekt gemeinsam entworfen. Herzstück der Skulptur auf einem Kornfeld am Rande von Meerholz ist ein Hohlkörper aus rotem Sandstein. Dort wurden nach und nach Sand und Erde aus den 27 Mitgliedstaaten der EU eingefüllt. Zur rund einstündigen Eröffnungsfeier mit 300 Gästen brachte der hessische Europaminister Volker Hoff (CDU) Erde aus dem Mitgliedstaat Ungarn mit. Ein Messingdeckel mit einer eingravierten Friedenstaube verschließt die Skulptur. 26 in den Stein gehauene Linien zeigen den Besuchern, in welchen Himmelsrichtungen die anderen EU-Länder liegen. Auf einem Metallreifen, der seitlich am Stein befestigt ist, sind die Länderkennzeichen der EU-Mitgliedstaaten zu lesen.

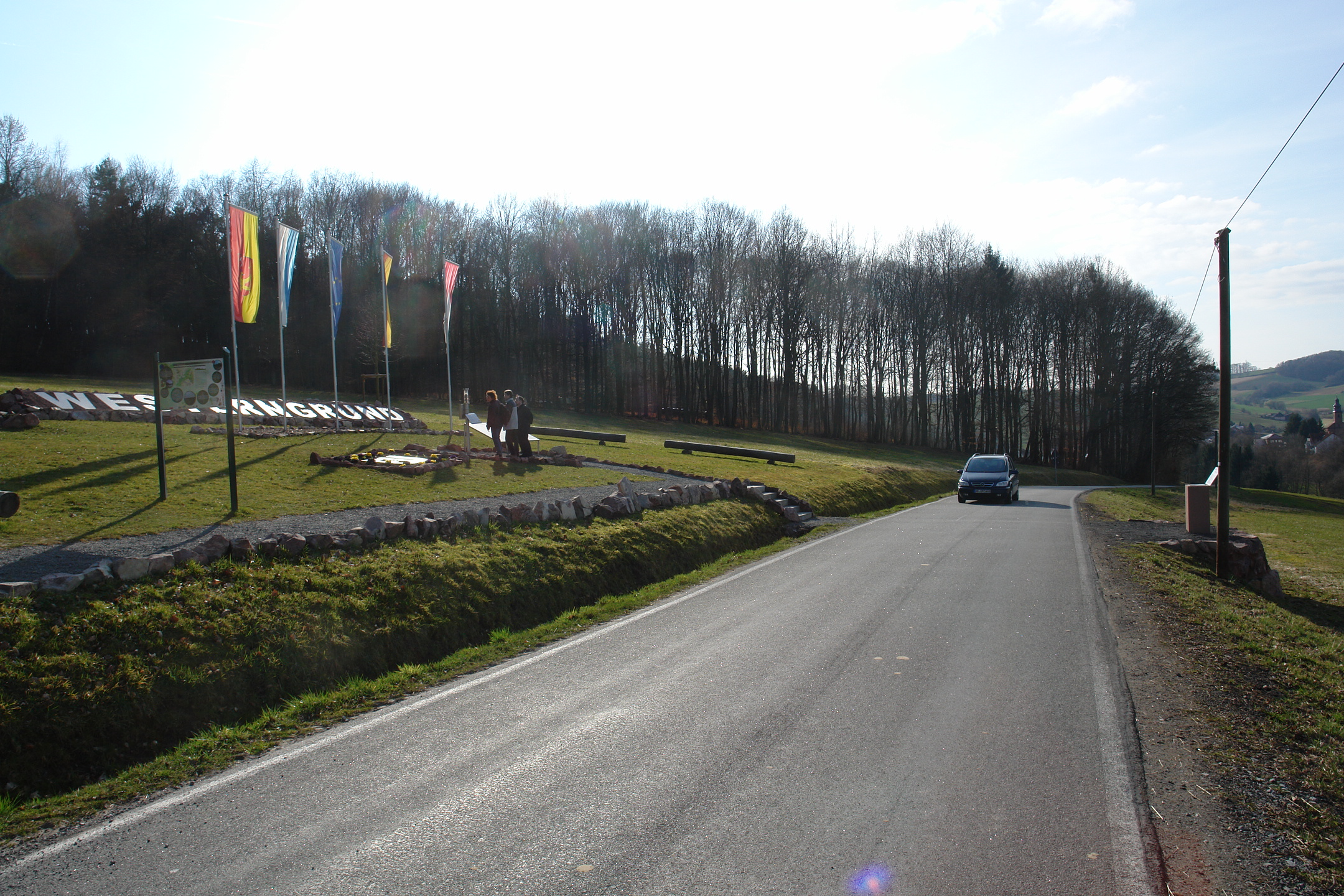
Ehemaliger, geographischer Mittelpunkt der Europäischen Union vom 1. Januar 2014 bis 31. Januar 2020 in Westerngrund

Seit dem EU-Beitritt Kroatiens am 1. Juli 2013 lag der geographische Mittelpunkt der EU im Landkreis Aschaffenburg, im Ortsteil Oberwestern der bayerischen Gemeinde Westerngrund  Durch den Beitritt des französischen Übersee-Départements Mayotte, einer Inselgruppe nordwestlich von Madagaskar, hat er sich nochmals um 500 m verschoben . Weiterhin ist dieser Punkt ein geodätischer Referenzpunkt.

### Aktueller geographischer Mittelpunkt der Europäischen Union
Seit dem EU-Austritt des Vereinigten Königreiches am 31. Januar 2020 liegt der geographische Mittelpunkt der EU im Landkreis Würzburg, im Ortsteil Gadheim der fränkischen Gemeinde Veitshöchheim . Er wird gekennzeichnet durch ein gepflastertes Rondell, die EU-Fahne sowie einen Muschelkalk-Findling, der am errechneten Punkt aufgestellt wurde. Auf diesem sitzt eine weiß-rot-geringelte Stange, ein Fluchtstab, wie ihn die Landvermesser verwenden.

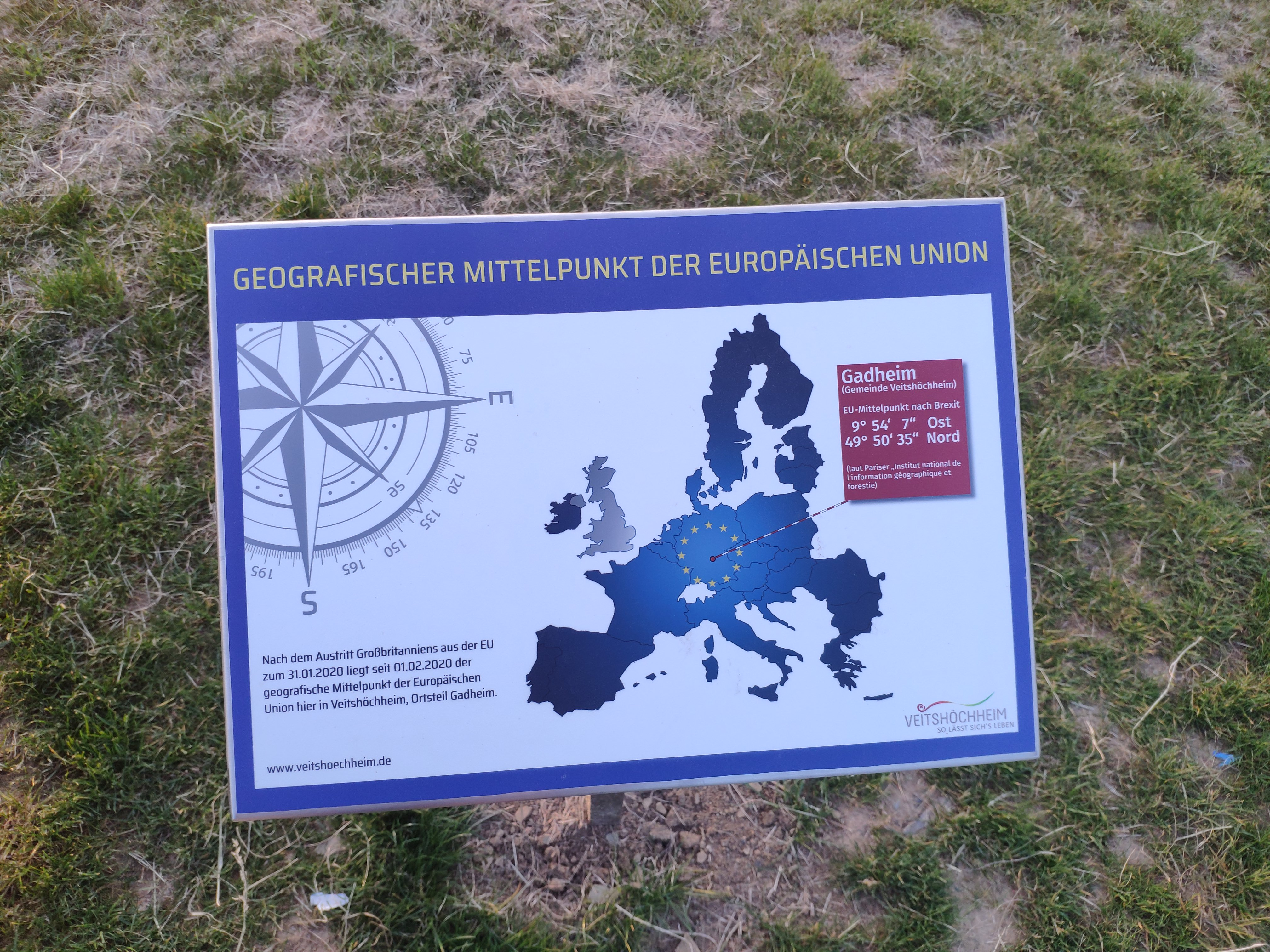
Geographischer Mittelpunkt der Europäischen Union